# Humerilabus borneoensis
Humerilabus borneoensis es una especie de coleóptero de la familia Attelabidae.

## Distribución geográfica
Habita en Sabah (Malasia).